# پادگان ابوذر
پادگان ابوذر پادگان نظامی متعلق به نیروی زمینی ارتش ایران است و مقر اصلی تیپ ۷۱ پیاده مکانیزه سرپل‌ذهاب می‌باشد، که از یگان‌های زیرمجموعه‌های لشکر ۸۱ زرهی کرمانشاه محسوب می‌شود. این پادگان در دوران جنگ ایران و عراق بارها مورد حمله یگان‌های نیروی زمینی عراق قرار گرفت. پادگان ابوذر را دوکوهه غرب نیز می‌خوانند. در خلال جنگ پادگان ابوذر که مرکز تجمع نیرو و پشتیبانی یگان‌های ایرانی بود، بارها هدف بمباران و موشک‌باران نیروهای مسلح عراق قرار گرفت. برای نمونه می‌توان به بمباران نظامیان مستقر در این پادگان در تاریخ‌های ۶ و ۱۸ اسفندماه سال ۱۳۶۳ که آماده اجرای عملیاتی در جنوب سومار بودند، اشاره کرد. این عملیات قرار بود همزمان با عملیات بدر در جنوب انجام شود، که به دلایلی منتفی شد. در حال حاضر تعدادی از ساختمان‌های این پادگان به حالت دست نخورده باقی مانده‌است، که یکی از نقاط مورد بازدید کاروان‌های راهیان نور می‌باشد.

## تاریخچه
این پادگان در ۲۰ کیلومتری جنوب شرقی شهر سرپل ذهاب و سمت چپ جاده سگان بعد از روستای سراب قلعه شاهین واقع در استان کرمانشاه است. در حدود سال‌های ۱۳۴۲ - ۱۳۴۳ یک یگان زرهی از تهران و یک یگان زرهی از دزفول، به منظور سرکوب یک سری شورش‌های محلی در مرز خسروی، وارد منطقه سرپل ذهاب و قصر شیرین شدند. این یگانها در ابتدا در منطقه ریخک در شرق سرپل ذهاب با برپا کردن چادر مستقر شدند. ماموریت این یگان‌ها ۴۵ روز ابلاغ شده بود ولی به دلیل موقعیت جغرافیایی منطقه و حساس بودن مرز ایران و عراق، این ماموریت به طول انجامید. در آن سال‌ها بنا بود مکانی جهت احداث پادگان مشخص شود که این پادگان هم مرکز آموزش و پشتیبانی کننده نیروها در مواقع ضروری باشد و هم محل حضور دائم نیروهای ارتش در غرب کشور. بعد از بررسی‌ها و بحث‌های مختلف ابتدا تصمیم بر این شد که پادگانی در منطقه سراب گرم یعنی ضلع جنوب غربی شهرستان سرپل ذهاب احداث گردد. اما به علت وضعیت نامناسب جغرافیایی و نزدیک بودن به مرز در نهایت تصمیم گرفته شد تا پادگان در فاصله ۲۰ کیلومتری جنوب شرقی شهرستان سرپل ذهاب و در منطقه‌ای به نام نقشین در دامنه کوه‌های "دانه خشک" و "کوه برز" احداث گردد. ساخت و ساز پادگان  توسط یگان خبره‌ای از مهندسین نیروی زمینی ارتش و به سرپرستی تیمسار عبدالمجید نصراللهی فرمانده سپاه غرب آغاز گردید. عملیات ساختمانی و طراحی خیابان‌ها و تاسیسات فنی آن را به سه شرکت، که دو شرکت آن خارجی و یک شرکت مشترک ایرانی و خارجی بود، واگذار گردید. یک شرکت خارجی به نام "کاندیشن" کار لوله کشی، برق و فاضلاب را بر عهده گرفت و یک شرکت به نام "آربل" قسمت ساختمانی را بر عهده داشت. شرکت "اکباتان" نیز کار خیابان‌ها و آسفالت را عهده دار شد. کار ساخت پادگان از سال ۱۳۴۴ آغاز و تا سال ۱۳۴۷ کار زیر بنایی آن پایان یافت. به خاطر احداث پادگان در منطقه قلعه شاهین، نام آن را "پادگان قلعه شاهین" گذاشتند و محل استقرار تیپ ۳ شاهین از لشکر ۸۱ زرهی کرمانشاه در نظر گرفته شد. بعد از انقلاب و در ابتدای جنگ ایران و عراق نام این پادگان به "پادگان ابوذر" تغییر یافت. دلیل انتخاب نام ابوذر شاید به خاطر نام صحابه پیامبر اسلام "ابوذر غفاری" و یا به دلیل نقش درخشان سرلشکر خلبان علی اکبر شیرودی در جنگ ایران و عراق در غرب کشور و این پادگان بوده است که نام فرزندش "ابوذر" را برای پادگان انتخاب کرده‌اند. پادگان ابوذر به دلیل اینکه نزدیکترین پادگان به نقطه صفر مرزی در غرب کشور است در طول هشت سال جنگ ایران و عراق یکی از مراکز مهم و تاثیر گذار نظامی بوده است. یگان‌های مستقر در پادگان ابوذر در زمان بمباران علاوه بر باقی‌مانده یگان‌های سازمانی تیپ ۳، گردان قدس لشکر ۸۱ زرهی کرمانشاه، تعدادی از نیروهای بسیج و سپاه، که به روایتی بالغ بر چند هزار نفر بودند، در این پادگان حضور داشتند. قرار بود عملیاتی در منطقه سرپل ذهاب و سومار صورت گیرد، که نیروهای عراقی از طریق ستون پنجم از وجود تجمع نیروها در پادگان ابوذر مطلع شدند و این پادگان را بمباران کردند. تشکیل گردان ۳۰۹ توپخانه، تیپ ۴ (تیپ ۷۱ فعلی) به نحوی با بمباران پادگان ابوذر مرتبط است، در سال ۱۳۶۳ جنگنده‌های عراق چندین بار پادگان ابوذر را بمباران کردند. نفوذی‌های عراقی از اجرای این عملیات و تجمع نیروها در پادگان ابوذر در نزدیکی شهر سرپل ذهاب مطلع شدند، جنگنده‌های نیروی هوایی عراق در ۱۶ اسفندماه ۱۳۶۳ ساختمان‌هایی که محل اقامت نیروها بود را بمباران کردند. وقتی این ساختمان‌ها بمباران شد، اهالی روستاهای اطراف برای کمک به داخل پادگان آمدند. نیروی هوایی عراق مجدد حمله هوایی کرد و این‌بار نیز بسیاری از مردم و نیروها کشته شدند و این حمله چند بار دیگر تکرار شد و طی ۴ بار حمله هوایی، حدود ۱۲۰۰ نفر مجروح و کشته شدند.